# Marcos Suzano
Marcos Suzano (Rio de Janeiro) é um músico de sessão e percussionista brasileiro.

## Biografia
Na adolescência, escutava rock, até se fascinar ao ouvir o naipe de percussão de um bloco carnavalesco.
Começou tocando surdo e cuíca e fixou-se no pandeiro depois de assistir a um programa com Jorginho do Pandeiro, do conjunto Época de Ouro.
Cursou Economia, mas durante o curso já frequentava a casa de Hermeto Pascoal e de Radamés Gnattali. Estudou ritmos africanos num grupo com Paulo Moura, tocou com Zizi Possi, Água de Moringa, Marisa Monte, Zé Kéti, Gilberto Gil, Lenine e outros.
Desenvolveu técnicas para pandeiro que difundiu em cursos e oficinas.[carece de fontes?]

### Carreira
Em 1993 sua parceria com o músico pernambucano Lenine se transformou no disco "Olho de Peixe".
Seu primeiro trabalho solo, "Sambatown", é de 1996 e traz usos inovadores para o pandeiro, intensificando a batida samba-funk e a utilização de sons mais graves.
Em 2000 saiu "Flash", seu segundo disco solo, em que o músico vai mais a fundo no uso da música eletrônica.
Suzano faz também parte do grupo Pife Muderno, liderado por Carlos Malta.

### Técnica
A técnica de Marcos Suzano parte do princípio de tocar o pandeiro "ao contrário", isto é, tomando como tempo forte não a batida do polegar, mas a das pontas dos dedos contra a pele do pandeiro (geralmente a batida das pontas dos dedos é dada fora do tempo forte, dado pelo polegar). Segundo o músico, essa técnica facilita a realização de ritmos fora do padrão do pandeiro, como compassos ímpares, por exemplo.

## Discografia
- Olho de Peixe (com Lenine) (1993)[1]
- Sambatown (1996)
- Flash (2000)
- Satolep Sambatown (com Vitor Ramil) (2007) [3]